# Wilhelm Lübcke
Wilhelm Lübcke (* 31. Dezember 1882 in Altona; † 27. Januar 1956 in Wintermoor) war ein deutscher Gewerkschafter und sozialdemokratischer  Widerstandskämpfer gegen den Nationalsozialismus

## Werdegang
Wilhelm Lübcke wurde als Sohn des Maschinisten August Lübcke, der im Heizwerk des Eppendorfer Krankenhauses arbeitete, und seiner Frau Dora in der damals selbständigen Stadt Altona geboren. Er wuchs als ältester von fünf Geschwistern in ärmlichen Verhältnissen auf und besuchte die Volksschule in Hamburg-St. Pauli und später in Hamburg-Winterhude. Nach dem Schulbesuch begann er eine Lehre als Huf- und Wagenschmied bei einem Schmiedemeister in Hamburg-Hammerbrook. In seinem Beruf war er danach in verschiedenen Betrieben tätig. Mit 18 Jahren trat er in den gewerkschaftlichen Schmiedeverband ein und engagierte sich ehrenamtlich als Hauskassierer. Mitglied der SPD wurde er 1905. Im Kaiserreich erwarb er das sogenannte Hamburgische Bürgerrecht und musste jährlich 1200 Reichsmark versteuern, um an der Bürgerschaftswahl teilnehmen zu können. 1908 arbeitete Lübcke als Werkmeister bei der Firma Nagel & Kaemp (ab 1934 Kampnagel) in Winterhude. Er wurde Mitglied beim gewerkschaftlichen Deutschen Metallarbeiter-Verband (DMV). 1909 heiratete er Friede Peters, die Tochter eines sozialdemokratischen Politikers und Schumachermeisters. 1915 wurde Wilhelm Lübcke zum Kriegszeit im Ersten Weltkrieg eingezogen und wurde erst 1919 aus britischer Kriegsgefangenschaft entlassen. Er nahm seine Arbeit bei seiner letzten Firma wieder auf.

### Gartenstadt Berne
Seine Frau war Mitglieder der Baugenossenschaft „Gartenstadt Hamburg“, die in Hamburg-Berne und Hamburg-Langenhorn Siedlungen gründete. 1922 konnten sie in Berne ein Siedlungshaus mit großzügigen Garten erwerben. Vorher wohnten sie in einer Wohnung des Konsumvereins in Barmbek. In der Gartenstadt Berne wohnten viele Nachbarn, die einem ähnlichen Milieu angehörten und auf Selbsthilfe in einer solidarischen Gesellschaft setzten. Viele waren Sozialdemokraten oder Kommunisten. Zusammen waren die Bewohner in den Vereinen der Arbeiterbewegung wie Arbeitersportvereinen, Arbeiterwohlfahrt, Naturfreunden, Konsumverein. Viele Siedler waren im Reichsbanner. Wilhelm Lübcke war in der Funktion eines Gruppenführers in Berne aktiv. Da die Ehe kinderlos blieb, haben sie Bethy geb. 1927 adoptiert.

### Widerstand
Nach der nationalsozialistischen Machtübernahme 1933 wurde sein Haus durchsucht und Bücher beschlagnahmt. Lübcke arbeitete seit 1934 in der illegalen Parteiorganisation der SPD in Hamburg mit. Er verteilte Zeitschriften der SPD, die er auch aus dem Ausland bezog und sammelte Geld für inhaftierte Mitglieder. Nach einem Jahr wurde die Gruppe von der Gestapo verhaftet. Wilhelm Lübcke kam sieben Monate in Untersuchungshaft ins Konzentrationslager Fuhlsbüttel. Er wurde in Ketten gelegt, geschlagen und gefoltert und am 17. März wegen Vorbereitung zum Hochverrat zu dreieinhalb Jahren Zuchthaus verurteilt. Der von Nazis besetzte Vorstand der Genossenschaft schloss ihn aus und seine Frau und Tochter mussten in eine Wohnung nach Barmbek ziehen. Am 3. März 1939 wurde Wilhelm Lübcke aus der Haft entlassen. Als Schmied fand er Arbeit in einer Schmiede in Hamburg-Wellingsbüttel, da ihn die Firma Kampnagel nicht wieder eingestellt hatte. Nach der Zerstörung der Wohnung im Juli 1943 in Barmbek durch Bombenangriffe konnte seine Familie bei Verwandten in Berne notdürftig eine Bleibe finden. Nach dem Krieg nahm ihn die Genossenschaft wieder auf und wies ihm ein stark verwohntes Haus und Garten zu. Die Haft hatte seinen gesundheitlichen Zustand stark beeinträchtigt, so dass er vorzeitig eine Rente beantragen musste.

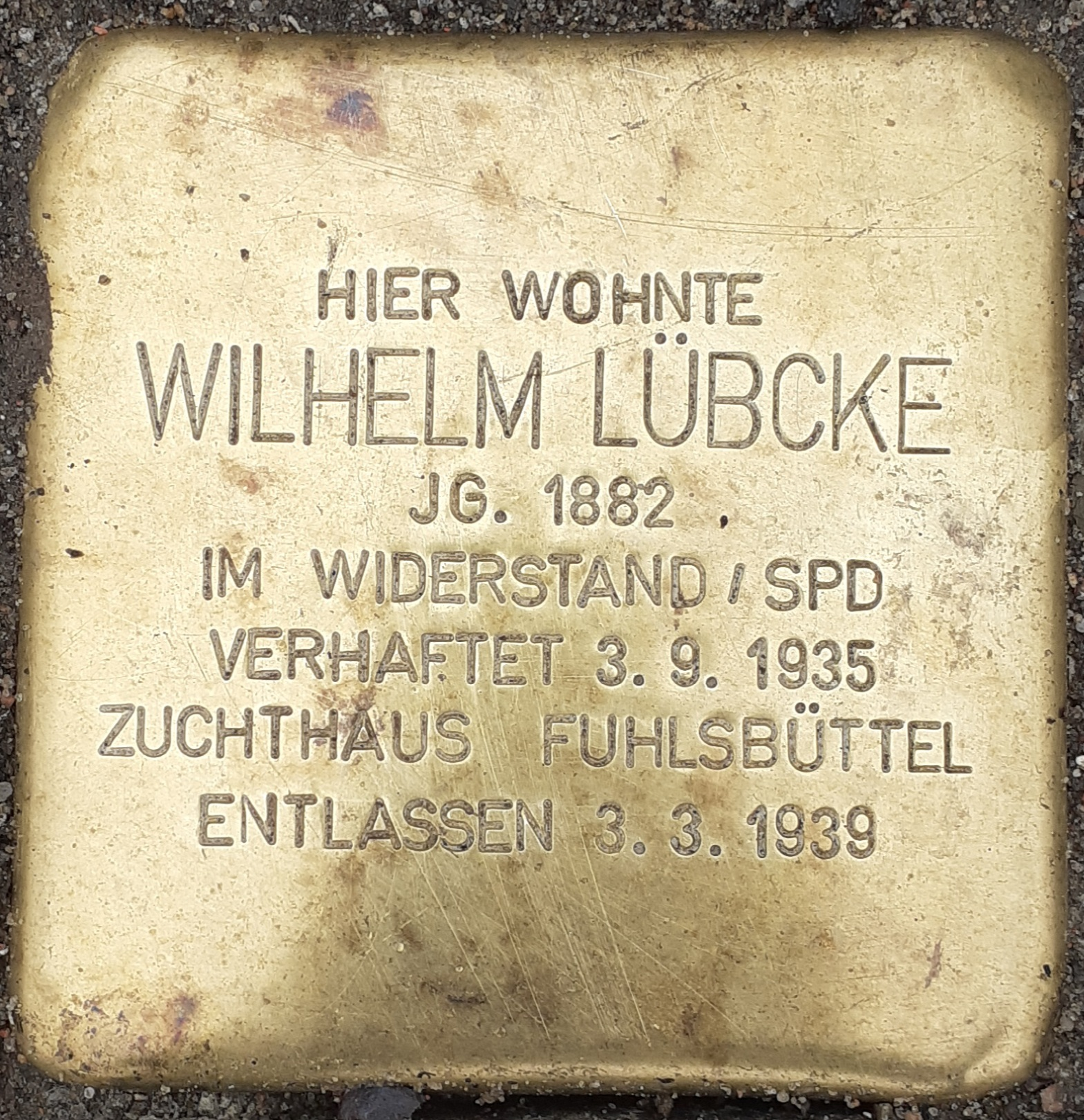
Stolperstein für Wilhelm Lübcke

Für Wilhelm Lübcke wurde vor seinem Wohnhaus Moschlauer Kamp 10 in Berne im Frühjahr 2022 ein Stolperstein des Aktionskünstlers Gunter Demnig verlegt.